# 川崎市立护理短期大学
川崎市立护理短期大学（日语：／ Kawasaki Shiritsu kango Tanki Daigaku *），简称市看短，是過去一所位于日本神奈川县川崎市幸区的公立短期大学。

## 概要

### 历史
- 学校最早可以追溯到1964年，川崎市立护理短期大学于1995年开学。

### 简介
- 1995年 短期大学成立含护理学科[1]。
- 2024年 停辦。

### 憲章
- 请参看川崎市立护理短期大学的标志 （页面存档备份，存于） （日語） 2013年11月23日阅览。

## 学校环境
- 校区：神奈川县川崎市幸区

## 历任校长
- 井泽方宏：第一代短期大学校长
- 辇止胜麻吕：第二代短期大学校长
- 吉村惠美子：第三代短期大学校长,从2007年。
- 美田诚二：现在短期大学校长[2]

## 组织

### 学科
- 护理学科[注 1]

### 专科
| - 没有 |

#### 业余课程
| - 没有 |

## 相关链接
- 日本短期大学列表